# HD 173416
HD 173416 – gwiazda w gwiazdozbiorze Lutni. Jest odległa od Słońca o ok. 433 lata świetlne. Ma planetę.

## Nazwa
Gwiazda ma nazwę własną Xihe, wywodzącą się od chińskiej bogini Słońca (chiń. 羲和; pinyin Xīhé). Nie jest ona nazwą tradycyjną, została wyłoniona w konkursie zorganizowanym w 2019 roku przez Międzynarodową Unię Astronomiczną w ramach stulecia istnienia organizacji. Uczestnicy z Chin kontynentalnych mogli wybrać nazwę dla tej gwiazdy. Spośród nadesłanych propozycji zwyciężyła nazwa Xihe dla gwiazdy i Wangshu dla planety.

## Charakterystyka
HD 173416 to żółty olbrzym należący do typu widmowego G8. Temperatura jego powierzchni to około 4700 kelwinów. Jego jasność jest ok. 78 razy większa od jasności Słońca, a masa dwa razy większa. Gwiazda jest zaawansowana wiekiem, wyewoluowała do stadium olbrzyma i zwiększyła promień do 13,5 promieni Słońca.